# Desert Victory
Desert Victory è un documentario del 1943 diretto da Roy Boulting e David MacDonald vincitore del premio Oscar al miglior documentario.